# Saint-Aubin-d’Appenai
Saint-Aubin-d’Appenai település Franciaországban, Orne megyében. Lakosainak száma 435 fő (2022. január 1.). Saint-Aubin-d’Appenai Montchevrel, Aunay-les-Bois, Boitron, Coulonges-sur-Sarthe, Laleu, Marchemaisons, Le Mêle-sur-Sarthe és Saint-Léger-sur-Sarthe községekkel határos.

## Népesség
A település népessége az elmúlt években az alábbi módon változott:
| Lakosok száma | 383  | 396  | 411  | 403  | 404  | 406  | 407  | 413  | 435  |
|               | 2013 | 2015 | 2016 | 2017 | 2018 | 2019 | 2020 | 2021 | 2022 |